# The Maledict
The Maledict ist eine australische Death-Doom-Band aus Mildura, die 2012 gegründet wurde.

## Geschichte
Die Band wurde im Jahr 2012 als Projekt von dem Gitarristen und Sänger Ian McLean und dem Bassisten und Sänger Stuart McCarthy gegründet. Bis zum folgenden Jahr wurde die Besetzung durch den Schlagzeuger Karl Freitag und den Gitarristen Stuart Henry ergänzt. Gegen Ende des Jahres legte The Maledict ein erstes Demo unter dem Namen Salvation in Yielding vor, dem regionale Auftritte folgten. 2015 wurde das Debütalbum Dread in Eigenveröffentlichung publiziert und schon 2016 bei Transcending Records wiederveröffentlicht.

## Stil
Stephan Rajchl von metal1.info schrieb zum Debütalbum, dass die Gruppe hierauf Death- und Doom-Metal gleichermaßen vermengt, wobei man als eine reine Death-Metal-Band begonnen habe. Im Interview mit ihm gab Ian McLean an, dass die Gruppe oft mit Gothic-Metal-Bands wie Paradise Lost, My Dying Bride und Anathema verglichen wird und dies auch die Einflüsse der Gruppe seien. Hinzu kämen außerdem noch Celtic Frost, The Cure, The Sisters of Mercy, zeitgenössische Soundtracks und klassische Komponisten wie Max Richter und Kenji Kawai. Die Texte für die Songs baue er meistens auf Gedankenauszügen aus seinem Tagebuch auf. Laut Serge von merchantsofair.com in seiner Rezension zu Dread spielte die Band anfangs Death Metal, ehe man melodischere und langsamere Passagen eingebaut und sich zusätzlich dem Doom Metal angenähert habe. Somit stünden auf dem Album kraftvolle Death-Metal- den atmosphärischen Doom-Metal-Passagen gegenüber. Neben Growling komme in den Songs auch Klargesang zum Einsatz. Kompositorisch ähnele man Saturnus, Officium Triste, alten Amorphis und Obituary. Marcos „Big Daddy“ Garcia von metal-temple.com rezensierte das Album ebenfalls und ordnete die Gruppe auch dem Death Doom zu, stellte jedoch auch gelegentliche Einflüsse zum traditionellen Heavy Metal fest. Die Songs seien ein Wechsel von ruhigen, melodischen Momenten und aggressiveren Passagen.

## Diskografie
- 2013: Salvation in Yielding (Demo, Eigenveröffentlichung)
- 2014: Frozen (Single, Eigenveröffentlichung)
- 2015: Dread (Album, Eigenveröffentlichung)
- 2017: Imperilled (Single, Eigenveröffentlichung)